# Bühler (Familienname)
Bühler oder Buehler ist ein mittelhochdeutscher Wohnstättenname. Der Name wird von Bühel abgeleitet, was so viel wie Hügel oder Anhöhe bedeutet.

## Namensträger

### A
- Adolf Bühler senior (1822–1896), Schweizer Unternehmer
- Adolf Bühler (Historiker) (1831–1908), Buchhändler, Verleger, Kartograph und Historiker, verfasste mehrere Fremdenführer von Bad Reichenhall und Umgebung
- Adolf Bühler junior (1869–1939), Schweizer Unternehmer und Politiker, siehe Gustav Adolf Bühler
- Adolf Bühler (Bauingenieur) (1882–1951), Schweizer Bauingenieur
- Albert Bühler (Bankmanager) (1895–nach 1963), deutscher Bankmanager
- Albert Bühler (Historiker) (1896–1980), deutscher Buchhändler und Historiker
- Alexander Bühler (Journalist) (* 1971), deutscher Journalist
- Alexander Bühler (Künstler) (* 1977), Schweizer Künstler
- Alfred Bühler (Ethnologe) (1900–1981), Schweizer Ethnologe
- Alfred Bühler (Künstler) (1920–1991), deutscher Künstler
- André Bühler (* 1975), deutscher Wirtschaftswissenschaftler und Sportökonom
- Andreas Bühler (Steinmetz) (um 1457–um 1525), österreichischer Steinmetzmeister
- Andreas Bühler (Schauspieler), Schauspieler
- Anna Bühler (Leichtathletin) (* 1997), deutsche Leichtathletin
- Anna Maria Bühler (1774–1854), Schweizer Heldin
- Annette Bühler-Dietrich (* 1968), deutsche Germanistin, Theaterwissenschaftlerin und Hochschullehrerin
- Anton von Bühler (1848–1920), deutscher Forstwissenschaftler
- Anton Bühler (Mediziner) (1869–1959), Schweizer Mediziner und Hochschullehrer
- Anton Bühler (1922–2013), Schweizer Vielseitigkeitsreiter
- Arnaud Bühler (* 1985), Schweizer Fußballspieler
- Arnold Bühler (* vor 1962), deutscher Historiker
- Arnold Gottlieb Bühler (1855–1937), Schweizer Politiker (FDP)
- August Bühler (1856–1910), deutscher Bankier, Philanthrop und Kunstmäzen
- Axel Bühler (Philosoph) (1947–2024), deutscher Philosoph und Hochschullehrer
- Axel Bühler (Politiker) (* 1966), deutscher Politiker (GAL), MdHB

### B
- Beate Bühler (* 1964), deutsche Volleyballspielerin
- Beatrix Bühler (1948–2014), deutsche Regisseurin und Dramaturgin
- Benjamin Bühler (* 1970), deutscher Germanist
- Berthold Bühler (* 1952), deutscher Koch

### C
- Charlotte Bühler (1893–1974), deutsche Psychologin
- Charly Bühler (1932–2025), Schweizer Boxtrainer
- Christian Bühler (Heraldiker) (1825–1898), Schweizer Heraldiker
- Christian Bühler (1903–1997), Schweizer Politiker (Demokratische Partei Graubündens)
- Christoph Bühler (Mathematiker), deutscher Mathematiker
- Christoph Bühler (Historiker) (* um 1950), deutscher Historiker und Schriftsteller
- Christoph Bühler (Soziologe) (* 1963), deutscher Soziologe
- Christoph Bühler (Zoologe) (* 1970), Schweizer Zoologe
- Christoph Bühler (Fußballspieler, 1977) (* 1977), deutscher Fußballspieler und -trainer
- Christoph Bühler (Fussballspieler, II) (* um 1987), Liechtensteiner Fußballspieler
- Christoph B. Bühler (* 1970), Schweizer Jurist
- Christophe Bühler (* 1974), Schweizer Schwimmer
- Corinne Bühler (* 1974), Schweizer Botschafterin
- Cyrill Bühler (* 1983), Schweizer Eishockeyspieler

### D
- Dagmar Bühler-Nigsch (* 1969), liechtensteinische Politikerin (VU)
- Daniel Bühler (* 1970), Schweizer Politiker
- Denis Bühler (1811–1890), französischer Gartenarchitekt, siehe Denis und Eugène Bühler
- Dieter Kaufmann-Bühler (* 1929), deutscher Klassischer Philologe
- Dominique Bühler (* 1983), Schweizer Politikerin (Grüne)
- Doris Bühler-Niederberger (* 1950), Schweizer Soziologin

### E
- Eduard Bühler (1853–1912), Schweizer Maler
- Elisabeth Baumeister-Bühler (1912–2000), deutsche Bildhauerin und Medailleurin
- Emil Bühler, deutscher Fotograf und Unternehmer
- Emil Buehler (1899–1983), US-amerikanischer Flugzeugingenieur, Architekt und Unternehmer deutscher Herkunft
- Erhard Bühler (* 1956), General der Bundeswehr
- Erich Kaufmann-Bühler (1899–1967), deutscher Lehrer und MdL Baden-Württemberg (CDU)
- Erika Bühler-Zdansky (1932–2019), Schweizer Medizinerin und Genetikerin
- Ernst Bühler (Radsportler) (1909–1972), Schweizer Radsportler
- Ernst Bühler (Anthroposoph) (1913–2007), Schweizer Anthroposoph, Pädagoge und Publizist
- Ernst Friedrich Bühler (1899–nach 1982), deutscher Lehrer und Heimatforscher
- Eva Katharina Bühler (* 1981), deutsche Kamerafrau, siehe Katharina Bühler
- Eugen Bühler (NS-Opfer) (1873–1941), deutscher Fabrikant und NS-Opfer
- Eugen Bühler (Politiker) (1922–2010), Schweizer Politiker
- Eugène Bühler (1822–1907), französischer Gartenarchitekt, siehe Denis und Eugène Bühler

### F
- Franz Bühler (Komponist) (1760–1823), deutscher Benediktinermönch, Musiker und Komponist
- Franz Karl Bühler (1864–1940), deutscher Kunstschmied und Maler
- Fredy Bühler (1938–2021), Schweizer Jazzmusiker
- Fridolin Bühler (* 1932), Schweizer Architekt
- Friedrich Bühler (Politiker) (1863–1944), deutscher Lehrer, Politiker und bayerischer Landtagsabgeordneter
- Friedrich Bühler (Drucker) (1867–1941), Schweizer Drucker und Verleger
- Fritz Bühler (Ingenieur) (1891–1959), Schweizer Ingenieur und Stahlbaukonstrukteur
- Fritz Bühler (Satiriker) (1894–1976), saarländischer Satiriker und Autor
- Fritz Bühler (Grafiker) (1909–1963), Schweizer Maler und Grafiker
- Fritz Bühler (Unternehmer) (1909–1980), Schweizer Unternehmer und Präsident der Rega
- Fritz Bühler (Architekt) (1930–2015), Schweizer Architekt
- Fritz Bosshard-Bühler (1870/1871–1941), Schweizer Fabrikant
- Fritz Zuber-Bühler (1822–1896), Schweizer Maler
- Fritz R. Bühler (1940–2017), Schweizer Kardiologe und Professor für Pharmazeutische Medizin

### G
- Georg Bühler (1837–1898), deutscher Indologe
- Gerhard Bühler (Maler) (1868–1940), Schweizer Maler
- Gerhard Bühler (Richter) (1925–2015), deutscher Physiker und Patentrichter
- Gero Bühler (* 1968), deutscher Arzt und Lyriker
- Gion Antoni Bühler (1825–1897), Schweizer Redaktor, Schriftsteller und Lehrer
- Gregor Bühler (* 1983), deutscher Politiker (CDU)
- Günter Albrecht-Bühler (* 1942), deutscher Zellbiologe
- Gustav von Bühler (1817–1892), deutscher Politiker und Domänendirektor
- Gustav Bühler (Unternehmer) (1874–1934), deutscher Möbelfabrikant
- Gustav Adolf Bühler (Adolf Bühler junior; 1869–1939), Schweizer Unternehmer und Politiker

### H
- Hans Bühler (Komponist) (1863/1864–1927), Schweizer Lehrer und Komponist
- Hans Bühler (Reiter) (Hans Ulrich Eduard Bühler; 1893–1967), Schweizer Springreiter, Künstler und Kunstsammler
- Hans Bühler (Manager) (1903–1996/1997), deutscher Industriemanager
- Hans Bühler (Maler) (1906–1983), Schweizer Maler und Zeichner
- Hans Bühler (Ingenieur) (1907–1987), deutscher Ingenieur
- Hans Bühler (Bildhauer) (1915–1974), deutscher Bildhauer
- Hans Bühler (Schwinger) (* 1938), Schweizer Schwinger
- Hans Bühler (Kaufmann) (1941–2018), Schweizer Verkäufer
- Hans Bühler (Erziehungswissenschaftler) (* 1942), deutscher Pädagoge und Hochschullehrer
- Hans Adolf Bühler (1877–1951), deutscher Maler
- Hans-Eugen Bühler (1936–2004), deutscher Ingenieur, Metallurg, Montanhistoriker und Hochschullehrer
- Hansjürgen Bühler (* 1938), deutscher Kommunalpolitiker (FDP)
- Hans-Peter Bühler (* 1942), deutscher Kunsthistoriker und Kunstsammler
- Hans U. E. Bühler (1921–1986), Schweizer Unternehmer
- Hans Ulrich Bühler (um 1590–1640), deutscher Maler
- Hartmut Bühler (* 1955), deutscher Fotograf und Fotojournalist
- Hedy Hahnloser-Bühler (1873–1952), Schweizer Malerin, Kunsthandwerkerin, Kunstsammlerin und Mäzenin
- Heike Bühler (* 1963), Professorin für Public Relations
- Heinrich Bühler (1893–1986), deutscher Maler
- Heinz Bühler (Historiker) (1920–1992), deutscher Historiker
- Heinz Bühler (Musiker) (1941–2020), Schweizer Jazzmusiker
- Helmut Bühler (* 1957), liechtensteinischer Politiker
- Hermann Bühler (Industrieller) (1870–1926), Schweizer Industrieller
- Hermann Bühler (Bibliothekar) (1900–1963), deutscher Bibliothekar und Funktionär des Deutschen Alpenvereins (DAV).
- Hermann Bühler (Komponist) (* 1962), Schweizer Komponist, Musiker und Musikwissenschaftler
- Hermann Müller-Bühler (1931–1986), Schweizer Unternehmer
- Hildegund Bühler (1936–2009), österreichische Übersetzungswissenschaftlerin und Dolmetscherin

### J
- Jakob Friedrich von Bühler (1760–1822), kaiserlich-russischer Staatsrat
- Jasmin Bühler (* 1994), Schweizer Unihockeyspielerin
- Joachim Bühler (* 1978), deutscher Politikwissenschaftler
- Johann Heinrich Bühler-Honegger (1833–1929), Schweizer Industrieller und Politiker
- Johann Jakob Bühler (1776–1834), Schweizer Fabrikant und Firmengründer
- Johannes Bühler (Historiker) (1884–1967), deutscher Historiker
- Johannes Bühler (* 1997), deutscher Fußballspieler
- John Buehler (Johann Bühler; 1831–1899), amerikanischer Bankier deutscher Herkunft
- Josef Bühler (1904–1948), Jurist und Staatssekretär im Dritten Reich
- Josef Bühler (Richter) (1837–1873), Schweizer Richter
- Josef Sigmund Bühler (1804–1863), Schweizer Politiker und Richter
- Josephine Bühler-Zelger (1852–1931), Schweizer Malerin
- Julius Bühler (1887–1947), Schweizer Architekt

### K
- Karin Karinna Bühler (* 1974), Schweizer Künstlerin
- Karl Bühler (Diplomat) (Karl Jakowlewitsch Bühler; 1749–1811), russischer Diplomat
- Karl Bühler (1879–1963), deutscher Psychologe und Sprachwissenschaftler
- Karl August Bühler (1904–1984), deutscher Politiker (CDU)
- Kaspar Bühler (* 1996), Schweizer Unihockeyspieler
- Katharina Bühler (Eva Katharina Bühler; * 1981), deutsche Kamerafrau
- Katja Bühler (* 1973), deutsche Mikrobiologin, Mikrochemikerin und Hochschullehrerin
- Klaus Bühler (1941–2021), deutscher Politiker (CDU)
- Konstantin Bühler (* 1979), deutscher Theaterschauspieler
- Kristin Bühler-Oppenheim (1915–1984), Schweizer Ethnologin

### L
- Léna Bühler (* 1997), Schweizer Automobilrennfahrerin
- Liselotte Bühler (1922–2003), deutsche Politikerin (SPD)
- Luana Bühler (* 1996), Schweizer Fußballspielerin
- Ludwig Bühler (1819–1881), deutscher Unternehmensgründer
- Luigi Bühler (1921–2004), Schweizer Schachkomponist

### M
- Manfred Bühler (* 1979), Schweizer Politiker (SVP)
- Marc Bühler (Reiter), Schweizer Springreiter
- Marc Bühler (Musiker) (* 1976), deutscher Trompeter
- Marcelle Bühler (1913–2002), Schweizer Skirennläuferin
- Mariann Bühler (* 1982), Schweizer Autorin und Literaturvermittlerin
- Marie-Mathilde Freuler-Bühler (1911–2016), Schweizer Redaktorin und Feministin
- Mario Bühler (* 1992), Schweizer Fußballspieler
- Martha Bühler (* 1951), liechtensteinische Skirennläuferin
- Martin Bühler (Journalist) (* 1947), Schweizer Journalist
- Martin Bühler (Fotograf) (* 1957), Schweizer Fotograf
- Martin Bühler (Politiker) (* 1976), Schweizer Politiker (FDP)
- Matthias Bühler (* 1986), deutscher Hürdensprinter
- Max Bühler (Unternehmer, 1906) (1906–1988), deutscher Unternehmer
- Max Bühler (Unternehmer, 1942) (1942–2018), Schweizer Unternehmer
- Michael Bühler (1853–1925), Schweizer Jurist, Journalist und Politiker (FDP)
- Michael Bühler (Fotograf) (* 1963), Schweizer Fotograf
- Michel Bühler (1945–2022), Schweizer Chansonnier und Schriftsteller

### O
- Oskar Bühler (1911–2001), deutscher Bergsteiger und Erfinder
- Oswald Bühler (1899–1962), liechtensteinischer Politiker (FBP)
- Ottmar Bühler (1884–1965), deutscher Jurist
- Otto Bühler (1882–1945), deutscher Verwaltungsjurist und Landrat
- Otto Bühler (Fabrikant) (1877–1953), deutscher Fabrikant und Firmengründer

### P
- Patricia Morceli Bühler (* 1974), Schweizer Langstreckenläuferin
- Paul Bühler (Schriftsteller) (1903–1966), deutscher Dichter und Anthroposoph
- Paul Theophil Bühler (* 1909), Schweizer Theologe
- Paul Bühler (Biologe) (1936–1996), deutscher Biologe
- Paul Bühler (Schauspieler), Schauspieler
- Peter Bühler (Regierungsrat), Schweizer Politiker, Regierungsrat Bern
- Peter Bühler (Journalist) (* 1952), Schweizer Jurist und Sportjournalist
- Peter Bühler (Leichtathlet) (* 1957), deutscher Langstreckenläufer
- Peter Theophil Bühler (1841–1913), Schweizer Politiker (FDP)
- Philippe Bühler (* 1981), deutscher Popsänger
- Pierre Bühler (* 1950), Schweizer Theologe und Hochschullehrer

### R
- René Bühler (1905–1987), Schweizer Unternehmer und Politiker (FDP)
- Richard Bühler (Fabrikant) (1879–1967), Schweizer Textilfabrikant, Kunstsammler und Mäzen
- Richard Bühler (1915–1959), Schweizer Skispringer
- Robert Bühler (Politiker, 1902) (1902–1971), Schweizer Unternehmer und Politiker
- Robert Bühler (Politiker, 1928) (1928–2023), Schweizer Politiker (FDP)
- Robert Hunger-Bühler (* 1953), Schweizer Schauspieler und Regisseur
- Rolf Bühler (Leichtathlet) (1942–2025), Schweizer Speerwerfer
- Rolf D. Bühler (1919–1984), deutscher Raumfahrttechniker und Hochschullehrer
- Rolf E. Bühler (1930–2016), Schweizer Hochschullehrer für Physikalische Chemie
- Rolf Theodor Bühler (1903–1992), Schweizer Unternehmer und Politiker (FDP)
- Romy Bühler (* 1994), Schweizer Eiskunstläuferin
- Ronja Bühler (* 2002), deutsche Handballspielerin
- Rosemarie Bühler-Fey, deutsche Opern- und Liedsängerin (Sopran)
- Rudolf Bühler (Politiker, I), deutscher Politiker (SPD), MdL Rheinprovinz
- Rudolf Bühler (Politiker, 1939) (1939–2020), deutscher Politiker (REP), MdL Baden-Württemberg
- Rudolf Bühler (Agraringenieur) (* 1952), deutscher Landwirt, Agraringenieur und Verbandsgründer
- Rudolf Bühler (Sprachwissenschaftler) (* 1977), deutscher Germanist und Sprachwissenschaftler

### S
- Selina Bühler (* 1995), deutsche Fußballspielerin
- Silke Bühler-Paschen (* 1967), österreichische Physikerin
- Simeon Bühler (* 1942), Schweizer Politiker (SVP)
- Steffen Bühler (* 1985), deutscher Handballspieler
- Su Bühler, deutsche Kostümbildnerin
- Sven Daniel Bühler (* 1989), deutscher Schauspieler und Sprecher sowie Musiker und Theaterregisseur
- Sylvia Bühler-Haas (* 1963), Schweizer Malerin und Designerin

### T
- Tanja Bühler (* 1992), Schweizer Unihockeyspielerin
- Theodor Bühler (Ingenieur) (1877–1915), Schweizer Ingenieur
- Theodor Bühler (1904–nach 1944), deutscher Raumplaner und Institutsleiter
- Theodor Bühler (Jurist) (* 1936), Schweizer Jurist, Hochschullehrer und Präsident der Schweizerischen Gesellschaft für Volkskunde (SGV)
- Theodor Bühler-Lindenmeyer (1859–1899), Schweizer Apotheker und Ornithologe
- Thomas Bühler (* 1957), deutscher Maler und Grafiker

### U
- Ueli Bühler (Alpinist, 1961) (* 1961), Schweizer Bergsteiger und Bergführer aus Schwanden, Kanton Bern
- Ueli Bühler (Alpinist, 1966) (* 1966), Schweizer Bergsteiger und Bergführer aus Hirzel, Kanton Zürich
- Ulrich Bühler (* vor 1956), deutscher Mathematiker, Informatiker und Hochschullehrer
- Urs Bühler (Unternehmer) (Urs Felix Bühler; 1943–2025), Schweizer Unternehmer
- Urs Bühler (Drehbuchautor) (* 1959), Schweizer Drehbuchautor
- Urs Bühler (Journalist) (* 1967), Schweizer Journalist
- Urs Bühler (Sänger) (* 1971), Schweizer Sänger (Tenor)
- Ursula Bühler Hedinger (1943–2009), Schweizer Flugpionierin
- Uwe Bühler (* 1960), deutscher Fußballspieler

### V
- Valentin Bühler (1835–1912), Schweizer Jurist und Lexikograph

### W
- Walter Bühler (1926–2012), deutscher Fußballspieler
- Walter Kaufmann-Bühler (1944–1986), deutsch-US-amerikanischer Mathematiker und Autor
- Walther Bühler (1913–1995), deutscher Arzt, Autor und Vortragsredner
- Werner Bühler (Komponist) (1904–1968), Schweizer Komponist
- Werner Kaufmann-Bühler (* 1936), deutscher Botschafter
- Wilhelm Bühler (1926–2006), deutscher Kommunalpolitiker (Alb-Donau-Kreis)
- Wilhelm Bühler (Wirtschaftswissenschaftler) (* 1935), österreichischer Wirtschaftswissenschaftler und Hochschullehrer
- Willy Bösiger-Bühler (1902–1973), Schweizer Architekt
- Winfried Bühler (1929–2010), deutscher klassischer Philologe
- Wolf-Eckart Bühler (1945–2020), deutscher Regisseur
- Wolfgang Bühler (Manager) (1932–2024), deutscher Industriemanager
- Wolfgang Bühler (Ökonom) (* 1943), deutscher Ökonom und Hochschullehrer
- Wolfgang G. Bühler (* 1957), deutscher Maler
- Wolfgang J. Bühler (* 1937), deutscher Mathematiker und Hochschullehrer
- Wolfram Bühler (* 1952), deutscher Maler und Grafiker